# Greeley Center
Le village de Greeley Center est le siège du comté de Greeley, dans l’État du Nebraska, aux États-Unis. Lors du recensement de 2010, sa population s’élevait à 466 habitants.